# Friedeln
Friedeln ist ein Gemeindeteil von Jachenau im oberbayerischen Landkreis Bad Tölz-Wolfratshausen.

## Lage
Der Ort liegt etwa zweieinhalb Kilometer östlich des Hauptorts der Gemeinde und nördlich der Staatsstraße 2072. Auf der gegenüberliegenden Seite der Staatsstraße liegt der Gemeindeteil Bäcker, allerdings ohne den namensgebenden „Bäck“, der nördlich der Straße liegt und seit 2016 nach Gemeinderatsbeschluss zu Friedeln gehört.

## Geschichte
Siedlungsentwicklung
In den Daten der Volkszählungen lässt sich die Siedlungsentwicklung von Friedeln kaum von der Entwicklung vom Gemeindeteil Bäcker trennen. Bei der Zählung von 1861 wurde Bäcker nicht getrennt erfasst, sondern unter Friedeln mit aufgeführt. Damals wurden für den Weiler Friedeln (mit Bäcker) 23 Einwohner festgestellt. Ab 1871 bis 1970 liegen getrennte Zahlen für beide Gemeindeteile vor. Lange Zeit bestand der Ort aus einem einzigen Anwesen, der früheren Hausnummer 17, heute am östlichen Rand des Orts. Im Jahr 1987 wurden für den Gemeindeteil Friedeln keine eigenen Daten erhoben. Gemeinsam mit dem Dorf Bäcker wurden damals 86 Einwohner in 18 Wohngebäuden ermittelt. In der Ortsdatenbank des bavarikon wird der Ort aktuell als Einöde bezeichnet, obwohl der Bestand an Wohngebäuden im Ort auf zwölf (Stand 2021) angestiegen ist.
|       | Friedeln                             | Bäcker                               |
| ----- | ------------------------------------ | ------------------------------------ |
| 1861: | 023 Einwohner, 7 Gebäude, Weiler     | 023 Einwohner, 7 Gebäude, Weiler     |
| 1871: | 008 Einwohner, 2 Gebäude, Einöde     | 014 Einwohner, 6 Gebäude, Weiler     |
| 1875: | 007 Einwohner                        | 013 Einwohner                        |
| 1885: | 008 Einwohner, 1 Wohngebäude, Einöde | 017 Einwohner, 4 Wohngebäude, Weiler |
| 1900: | 009 Einwohner, 1 Wohngebäude, Einöde | 010 Einwohner, 3 Wohngebäude, Weiler |
| 1925: | 010 Einwohner, 1 Wohngebäude, Einöde | 010 Einwohner, 1 Wohngebäude, Weiler |
| 1950: | 026 Einwohner, 3 Wohngebäude, Weiler | 054 Einwohner, 3 Wohngebäude, Weiler |
| 1961: | 009 Einwohner, 1 Wohngebäude, Einöde | 043 Einwohner, 9 Wohngebäude, Weiler |
| 1970: | 012 Einwohner, Einöde                | 037 Einwohner, Dorf                  |
| 1987: | 086 Einwohner, 18 Wohngebäude        | 086 Einwohner, 18 Wohngebäude        |
| 2017: | 000000000000 11 Wohngebäude          | 000000000000 17 Wohngebäude          |